# Nola Hatterman

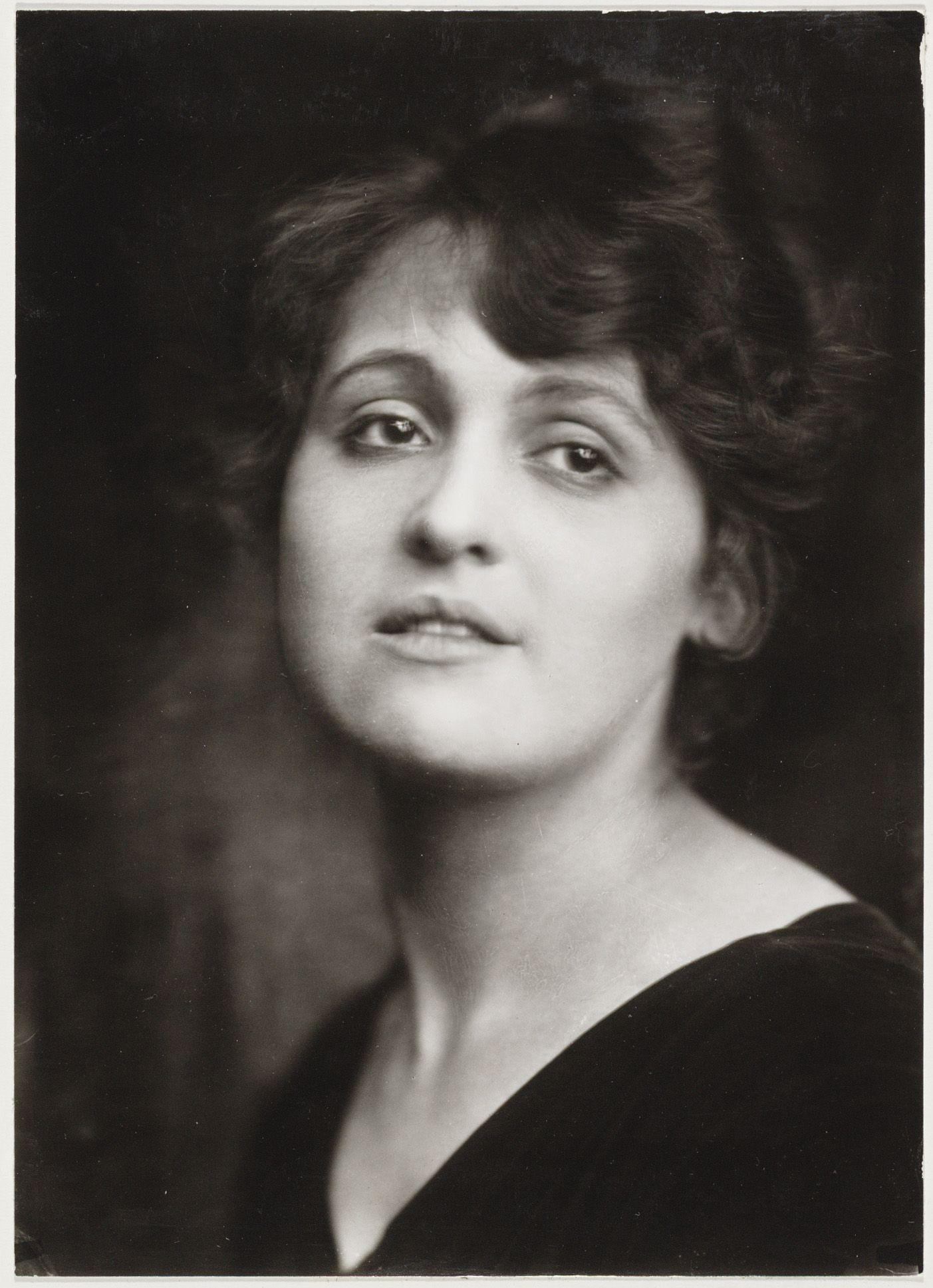
Nola Hatterman, 1919

Nola Henderika Petronella Hatterman (* 12. August 1899 in Amsterdam; † 8. Mai 1984 in Paramaribo, Suriname) war eine niederländische Schauspielerin, bildende Künstlerin und Kunstlehrerin.

## Leben
Nola Hatterman wuchs als einziges Kind von Johan Herman Rudolf Hatterman (1861–1929) und Elisabeth Hendrika Christina Verzijl (1867–1944) in Amsterdam auf. Dank des Erbes von Nola Hattermans Großmutter war die Familie begütert und lebte in einem großen Haus am Middenweg Nr. 127 in Watergraafsmeer. Nola Hattermans Vater war als Buchhalter bei der indischen Handelsfirma Mirandolle, Voûte & Co in Amsterdam angestellt, mehrere Verwandte lebten in Niederländisch-Indien, und ein Großonkel war Plantagenbesitzer in Suriname. Sie zeichnete und malte und besuchte das Gymnasium. Ab 1915 besuchte sie die Schauspielschule. Im Juni 1918 erhielt sie noch vor ihrem Examen ein einjähriges Engagement bei der niederländischen Theatergruppe Rotterdamsch Tooneel in Rotterdam. Nach ihrer Rückkehr nach Amsterdam und ihrem Beitritt zur Koninklijke Vereeniging Het Nederlandsch Tooneel (KVHNT) spielte sie am Stadsschouwburg Amsterdam, arbeitete einige Jahre bei verschiedenen Theatergruppen und spielte zwischen 1916 und 1925 in einigen Filmen mit, darunter „Majoor Frans“, basierend auf dem Roman von Anna Louisa Geertruida Bosboom-Toussaint, der am 25. August 1916 Premiere hatte. Mit Johan Kaart und Lily Bouwmeester spielte sie 1920 in Helleveeg und 1925 in Oranje Hein von Alex Benno. Neben der Schauspielerei malte Hatterman weiterhin. Ab 1919 war sie Mitglied der Künstlervereinigung De Onafhankelijken, später auch bei der Kunstenaarsvereniging Sint Lucas und De Brug in Amsterdam und stellte regelmäßig aus.

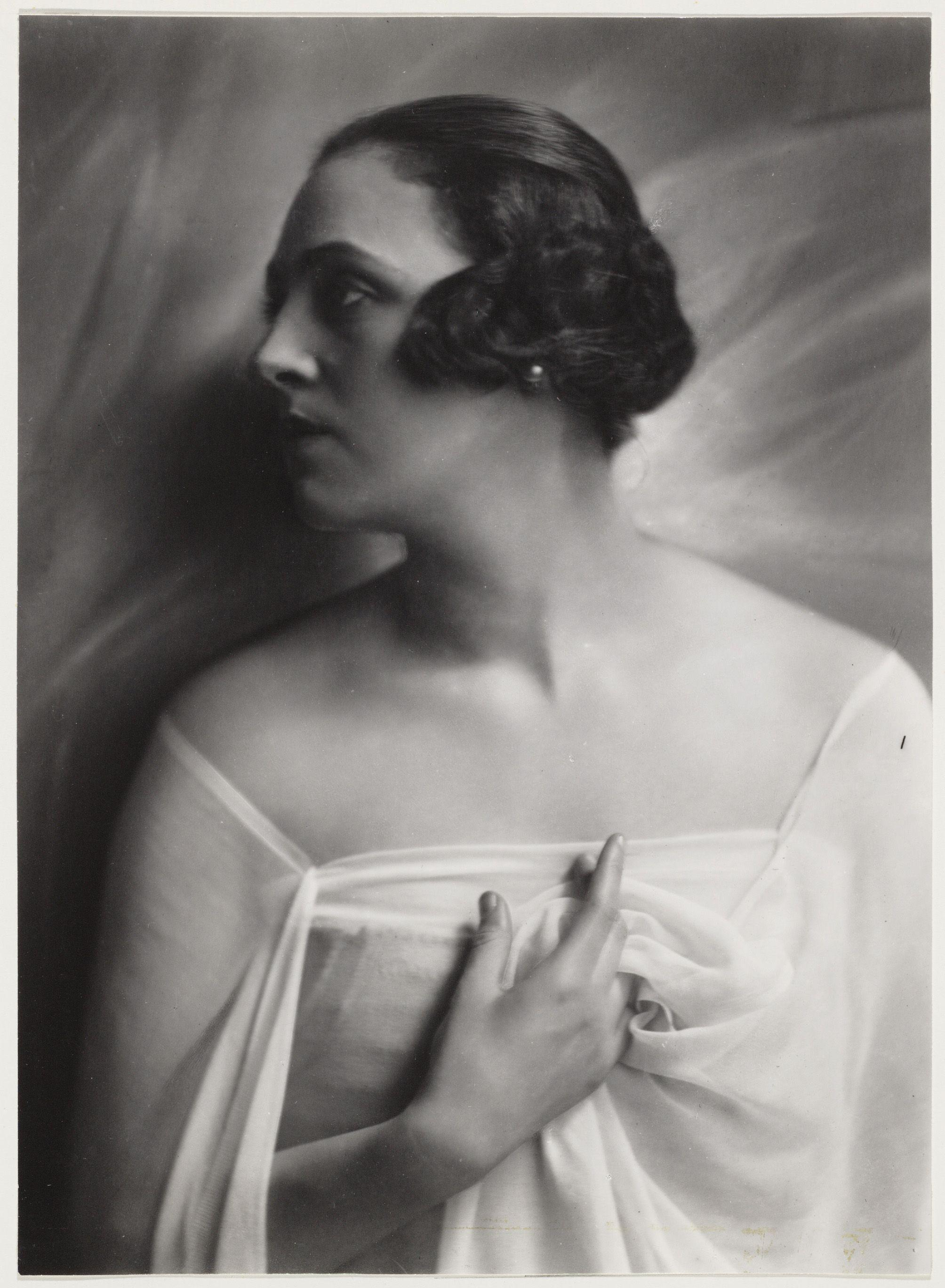
Nola Hatterman, 1922

1920 machte sie die Bekanntschaft des jüdischen Schauspielers und Regisseurs Maurits „Maup“ de Vries (1885–1946), als sie die Rolle der Door im Matrosenstück „De Jantjes“ spielte. 1923 zog sie mit ihm zusammen, obwohl er verheiratet war. 1925 gab sie die Schauspielerei endgültig auf. Sie war von Mitte April 1931 bis zur Scheidung im September 1940 mit de Vries verheiratet. Das Ehepaar verfolgte den wachsenden Nationalsozialismus in Deutschland mit Besorgnis, engagierte sich im Bond van Kunstenaars ter Verdediging van de Kulturele Rechten BKVK (Künstlerbund zur Verteidigung kultureller Rechte) und Nola Hatterman beteiligte sich an der Ausstellung „D.O.O.D. – De olympiade onder dictatuur“ in Amsterdam.
Bereits ab 1936 bis 1953 führte Nola Hatterman eine Beziehung mit dem Künstler und Vorstandsmitglied der Communistische Partij van Nederland (CPN) Arie Jansma (1907–1992). Sie fertigte Illustrationen für die Monatszeitschrift „The Negro Worker“ der International Trade Union of Negro Workers und für den Verband der surinamischen Arbeiter in den Niederlanden Surinamers in Nederland. Durch ihre Tätigkeit lernte sie surinamische Kommunisten wie Otto und Hermine Huiswoud und Anton de Kom kennen. Während des Zweiten Weltkriegs wohnte sie bei ihrer Mutter in der Falckstraat 9, war aber auch regelmäßig bei Jansma, der von Putten in der Veluwe aus für die illegale Kommunistische Partei Deutschlands (KPD) arbeitete. Ab 1941 bis zum Kriegsende konnte Nola Hatterman nicht mehr ausstellen, da sie sich weigerte, der „Nederlandsche Kultuurkamer“ beizutreten. Die Kultuurkamer war eine nach der Besetzung der Niederlande durch die deutsche Wehrmacht von den deutschen Besatzern während des Kriegs eingerichtete Kontroll- und Zensurinstitution.
Nach dem Krieg vermietete Nola Hatterman in dem Haus, das sie von ihrer 1944 verstorbenen Mutter geerbt hatte, größtenteils an Surinamer. Sie war aktives Mitglied der 1919 gegründeten Vereinigung „Ons Suriname“ und kam dort in Kontakt mit jungen surinamischen Intellektuellen wie Eddy Bruma, Hein Eersel und Frits Pengel. Ab 1948 wurde ihr Haus Zentrum der surinamischen kulturnationalistischen Bewegung „Wie Eegie Sanie“ und Treffpunkt für nationalistische Studenten, die später als Begründer der Unabhängigkeit Surinames galten.

### Leben in Suriname
Nola Hatterman stellte regelmäßig mit schwarzen Künstlern aus, fühlte sich künstlerisch in Europa entwurzelt und identifizierte sich zunehmend mit Nicht-Weißen und plante aus „künstlerischer und innerer Notwendigkeit“ eine Reise nach Suriname. 1952 scheiterte ihre Entsendung durch die Stichting voor Culturele Samenwerking Sticusa (Stiftung für kulturelle Zusammenarbeit mit Surinam und den Niederländischen Antillen), da sie im Verdacht stand, „kommunistische Sympathien zu hegen“. Am 11. April 1953 gab Nola Hatterman in der Halle des Amsterdamer Koninklijk Instituut voor de Tropen eine große Abschiedsparty und brach ohne Unterstützung einer Behörde auf dem Dampfschiff Cottica in Richtung Suriname auf. Während der Reise besuchte sie eine Ausstellung ihrer Arbeiten in Trinidad. Mit einer Genehmigung für zwei Monate Aufenthalt des surinamischen Ministers für Justiz und Polizei, Emile Ensberg, erreichte sie im August 1953 Paramaribo.
Um ihren Lebensunterhalt bestreiten zu können, gab sie im Gebäude der Cultural Centre Suriname Foundation (CCS) in der Wagenwegstraat wohlhabenden Surinamern und surinamischen als auch niederländischen Studenten privaten Zeichenunterricht. Ab April 1954 hielt sie unter der Aufsicht des CCS Kurse in Zeichnen, Malen, Anatomie und Kunstgeschichte ab. Zu ihren Schülern gehörten Ruben Karsters, Armand Baag, Robbert Doelwijt, Wilgo Elshot und Johan Pinas. In den 1950er Jahren gehörten Jules Chin a Foeng und Soeki Irodikromo zu ihren Schülern. Zwei ihrer frühen Schüler, Armando Baag und Ruben Karsters, betrachtete Nola Hatterman als ihre Pflegesöhne. Nach sechs Jahren erhielt sie eine unbefristete Aufenthaltsgenehmigung. Bis dahin arbeitete und lebte sie ohne Papiere in Suriname, pflegte gesellschaftliche Kontakte, besuchte in ihrer Freizeit abends den Tanzclub und radelte mit einem Fahrrad durch den Ort. Ab 1967 bot sie zusätzlich einen MO-Kurs (Ausbildungsgänge für Lehrkräfte) für Zeichnen an, mit Ruben Karsters als Vizedirektor. Im Dezember 1970 wurde sie aus dem Dienst des CCS entlassen, nachdem sich herausstellte, dass sie weit über dem Rentenalter war, da sie ihr Alter stets verschwiegen hatte, und nach Kontroversen über ihren Unterricht, den einige jungen Künstlern als einseitig und „old-fashioned“ ansahen. 1971 gründete sie in einem Gebäude in der Heerenstraat in Paramaribo die Nieuwe School voor Beeldende Kunst (NBSK), die später in die Zwartehovenbrugstraat umzog, und die sie bis 1976 leitete. 1974 verkaufte sie ihr Haus in der Falckstraat in Amsterdam und konnte sich auf einem Grundstück in Brokopondo ein eigenes Haus bauen lassen. Sie war die erste Künstlerin, die in Suriname junge Talente in der bildenden Kunst unterrichtete. Anfang der 1980er Jahre besuchte der surinamische Filmemacher Frank Zichem gemeinsam mit ihrem ehemaligen Studenten Armando Baag Nola Hatterman in Brokopondo. Sein Dokumentarfilm „Nola Hatterman, de konsekwente keuze“ mit dem von Armando Baag komponierten Titelsong erschien 1982.
Nola Hatterman starb am 8. Mai 1984 bei einem Autounfall auf dem Weg von Brokopondo nach Paramaribo. Ihr Körper wurde in der St. Peter-und-Paul-Kathedrale im Zentrum von Paramaribo aufgebahrt. An der Beerdigung am 17. Mai nahmen zahlreiche Regierungsvertreter und andere Würdenträger teil. Nola Hatterman, die Mitglied der Großloge der Rosenkreuzer war, wurde auf dem römisch-katholischen Friedhof am Schietbaanweg in Paramaribo beigesetzt.
Im Laufe ihres Lebens erhielt sie zwei Auszeichnungen der surinamischen Regierung.  1997 wurde die Galerie der Vereniging Ons Suriname am  Zeeburgerdijk in Amsterdam nach Nola Hatterman benannt. Im Jahr 2009 erschien mit „Nola. Portret van een eigenzinnig kunstenares“ eine ausführliche Biografie von Ellen de Vries.

## Künstlerischer Werdegang
Zu Beginn ihres künstlerischen Werdegangs malte Nola Hatterman romantisch-sentimentale Volksszenen, nahm dann mehrere Jahre Privatunterricht beim Maler Charles Willem Frederik Haak, der Lehrer am Institut für Angewandte Kunstpädagogik, der späteren Gerrit Rietveld Academie, war und richtete sich 1925 ein Atelier auf dem Dachboden in der Falckstraat 9 ein, wohin ihre Eltern gezogen waren.
Ab 1929 schuf sie verstärkt Stillleben, in denen sie sich dem Surrealismus zuwandte. Sie fertigte später Lithografien, Malereien in Ölfarbe und Zeichnungen im Stil der Neuen Sachlichkeit. im Laufe der 1930er Jahre malte sie zunehmend Surinamer, wobei ihre würdevolle und respektvolle Darstellung im Kontrast zu den meisten damaligen von einer kolonialen Sichtweise geprägten Darstellungen schwarzer Menschen in der Kunst stand. „Sie propagierte ein ‚schwarzes‘ statt eines ‚weißen‘ Schönheitsideals und arbeitete damit gegen die anthropologische oder ethnologische Perspektive, in die schwarze Kunst und farbige Vorbilder ihrer Zeit oft gestellt wurden“.

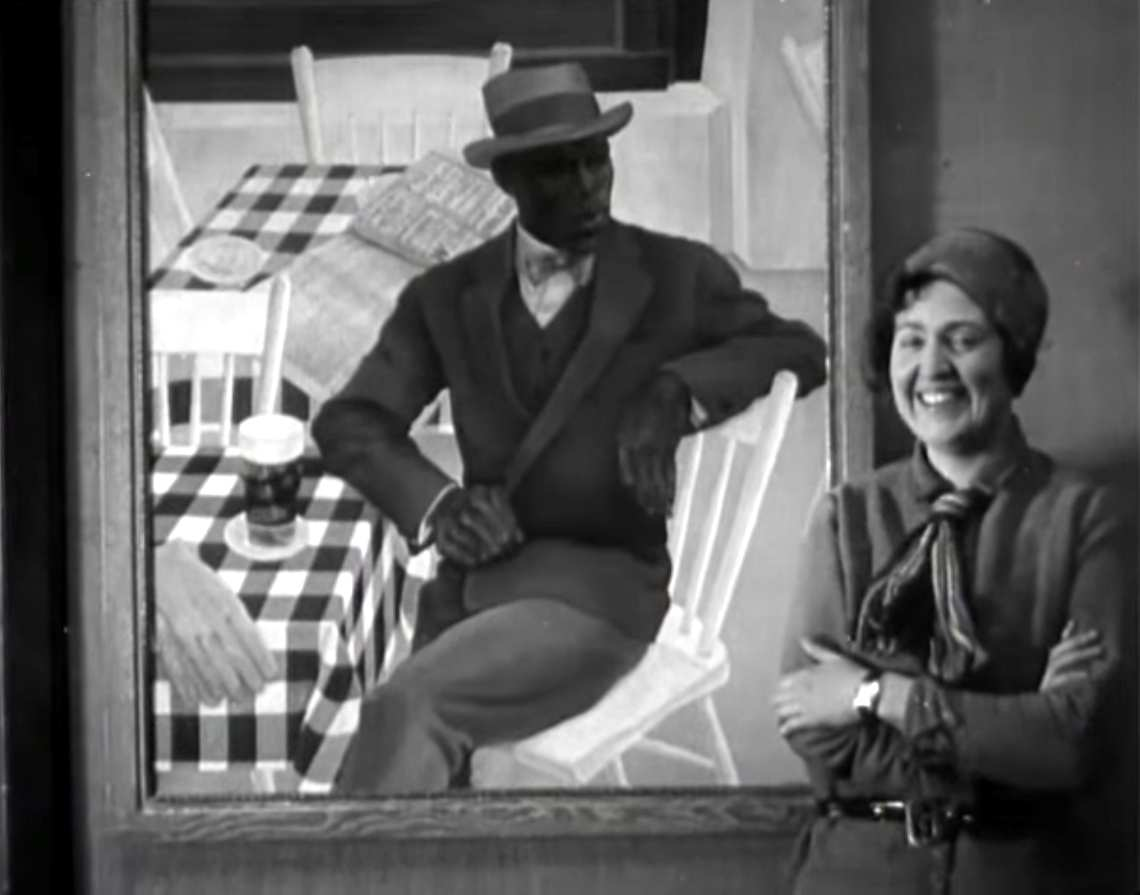
Nola Hatterman, 1932

Ihr Werk bestand aus realistischen Porträts, vor allem Figurendarstellungen und Köpfe nach surinamischen Vorbildern, und Landschaftsthemen. 1930 schuf sie ihr bekanntestes Gemälde: „Op het terras“ (Auf der Terrasse), in dem sie den Schauspieler und Trompeter Louis Richard „Lou“ Drenthe porträtierte. Das Bild stellt nicht, wie lange angenommen, den surinamischen Tänzer, Boxer und Restaurantmanager Jimmy van der Lak (1903–1990) dar. In „schwarzen“ Jazzclubs ließ sie sich zu Werken wie „Jazz“ (1935) und „De trompettist“ (1936) inspirieren. „Jazz“ gehört zu einer Reihe von Werken, in denen sie in den Jahren 1933 und 1934 kurzzeitig mit dem Expressionismus experimentierte. Eines ihrer höchst kontrovers aufgenommenen Bilder war eine Gouache aus dem Jahr 1950 mit dem Titel „Pieta“, die einen schwarzen Christus zeigte, der von seiner Mutter betrauert wird. In einem Bericht des London Daily Herald vom 10. Mai 1952 wurde das Werk als „das umstrittenste Gemälde Europas“ bezeichnet.
Nola Hatterman war Mitglied der niederländischen Abteilung des Wereldcomité van Kunstenaars en Intellectuelen (Weltkomitee der Künstler und Intellektuellen), des Bond van Kunstenaars ter Verdediging van de Kulturele Rechten (Künstlervereinigung zur Verteidigung kultureller Rechte), der Vereniging van Nederlandse Beeldende Kunstenaars de Brug Amsterdam (Verband niederländischer bildender Künstler „de Brug“), ab 1921 des Verbandes bildender Künstler De Onafhankelijken in Amsterdam, ab 1940 der Kunstenaarsvereniging Sint Lucas in Amsterdam, ab 1949 des Nederlandse Kring van Grafici en Tekenaars (Niederländischer Kreis der Grafiker und Illustratoren) und ab 1953 des Nederlandse Kring van Tekenaars Amsterdam (Niederländischer Illustratorenkreis Amsterdam).
Werke von Nola Hatterman befinden sich unter anderem im Amsterdamer Stedelijk Museum, dem Wereldmuseum Amsterdam, dem Museum Arnhem, dem Surinaams Museum im Fort Zeelandia in Paramaribo und dem Koloniaal Instituut. Der größte Teil ihres Œuvres befindet sich jedoch in Privatbesitz. Im Jahr 2019 wurden mehr als 300 Zeichnungen Nola Hattermans zusammen mit 50 Werken des Künstlers Armand Baag in einem Lagerhaus in Amsterdam wiederentdeckt, außerdem die vollständigen Unterlagen ihrer Kunstkurse in Suriname.

## Lehrtätigkeit

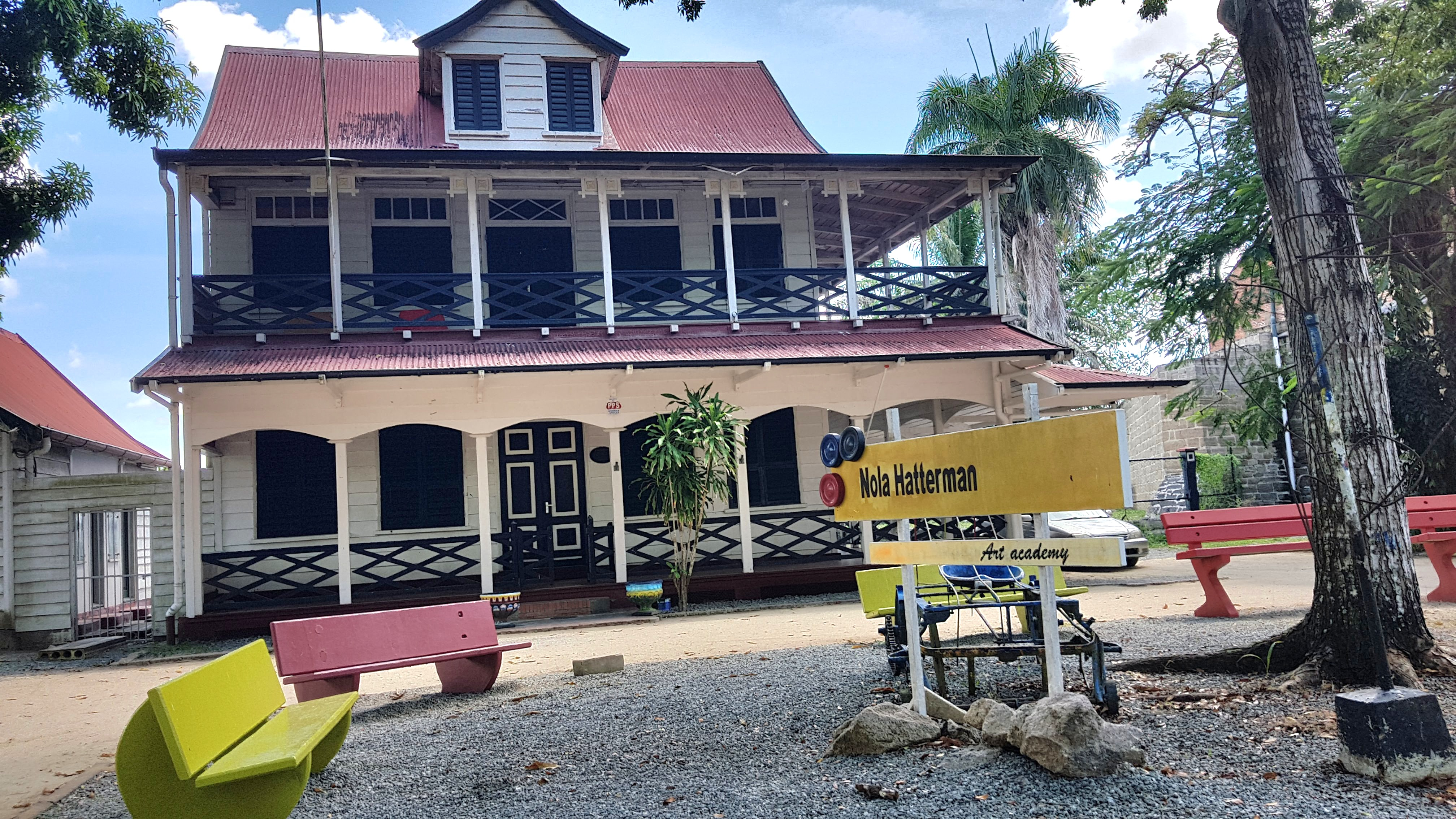
„Nola Hatterman-Kunstakademie“

Nola Hatterman gilt als Begründerin der modernen Kunst in Surinam. Ein großer Teil der künstlerisch interessierten surinamischen Jugend besuchte zwischen 1953 und 1976 in Paramaribo einen oder mehrere Zeichen- und Malkurse unter ihrer Leitung. Sie machte es sich zur Aufgabe, künstlerisch begabte Kinder in der ärmsten Bevölkerung Surinames zu finden und auszubilden. Darüber hinaus stattete sie die Schüler, wenn es nötig war, mit Kleidung und Büchern aus, vermittelte ihnen geschichtliche Bildung und half ihnen, sich in wohlhabenderen Umfeldern zu bewegen. Obwohl sie sich langjährig vehement für die Entwicklung eines eigenen surinamischen Kunststils einsetzte, dessen Inhalt und Darstellung das Land, dessen Kultur, Geschichte und Menschen sein sollten, vermittelte sie ihren Studierenden eine traditionelle westliche Kunsterziehung und ermutigte sie, mit Hilfe von Stipendien der Stichting voor Culturele Samenwerking Sticusa zu Studien und Ausbildungen in Europa. Viele ihrer Schüler wanderten in den 1960er und 1980er Jahren in die Niederlande aus, um sich in Europa weiterzubilden und sich als Künstler zu etablieren. Nola Hattermans Betonung des Erwerbs technischer Fähigkeiten riefen ab Ende der 1960er Jahre bei einigen ihrer Studenten Kritik hervor, die in Folge ihr eigenes Nationaal Instituut voor Kunst en Kultuur gründeten. Nach Nola Hattermans Tod gründeten ehemalige Studenten in Paramaribo das Nola Hatterman Instituut voor kunstonderwijs.

## Ausstellungen (Auswahl)
- ab 1919 regelmäßige jährliche Beteiligung an den Ausstellungen der Künstlervereinigungen De Onafhankelijken, der Kunstenaarsvereniging Sint Lucas ab 1927 und De Brug in Amsterdam ab 1931[8]
- 1933: Ausstellung von Werken weiblicher Künstler, organisiert vom „Internationaal Comité voor Schoone Kunsten“, Stedelijk Museum Amsterdam
- 1933: Kunst S.O.S: Krisenausstellung mit Gemälden, Zeichnungen, Grafiken, Skulpturen, Stedelijk Museum Amsterdam
- 1936: De Olympiade onder dictatuur D.O.O.D., Haus Geelvinck-Hinlopen, Amsterdam
- 1939: Onze kunst van heden, Rijksmuseum Amsterdam
- 1939: erste Einzelausstellung in der „Vereeniging Oost en West“[4]
- 1945: Kunst in vrijheid,[13] Rijksmuseum Amsterdam, Ausstellung mit Werken von Künstlern, die den Beitritt zur „Nederlandsche Kultuurkamer“ verweigert hatten und nicht mehr ausstellen durften
- 1949: Nederlandse Kring van Grafici en Tekenaars, Stedelijk Museum Amsterdam
- 1949: Honneur aux dames: werken van schilderessen, Museum Fodor Amsterdam
- 1949: Nederlandse Kring van Grafici en Tekenaars, Museum Fodor Amsterdam
- 1950: Ausstellung gemeinsam mit schwarzen Künstlern, in Zusammenarbeit mit der „League of Coloured People“, London[3]
- 1951: Nederlandse Kring van Tekenaars, Museum Fodor Amsterdam
- 1951: Britse en Nederlandse vrouwen exposeren, Museum Fodor Amsterdam
- 1952: Nederlandse Kring van Tekenaars en gasten uit Denemarken, Stedelijk Museum Amsterdam
- 1953: Nederlandse Kring van Tekenaars: "impressies van tekenaars", Museum Fodor Amsterdam
- 1953: Ausstellung in Trinidad[1][4]
- 1953: Ausstellung im Cultural Centre Suriname Foundation (CCS), Paramaribo[3]

posthum:
- Mai 1984: „Identity“, Gemeinschaftsausstellung mit Ron Flu, Rudi Getrouw, Soeki Irodikromo, Ruben Karsters, Cliff San A Jong, Paul Woei. Associatie Beeldende Kunstenaars Suriname[3]
- 1996: Een kunstolympiade in Amsterdam: reconstructie van de tentoonstelling D.O.O.D. 1936, Stadsarchief Amsterdam
- 1999: Elck zijn waarom, Königliches Museum der Schönen Künste Antwerpen
- 1999: Magie en zakelijkeid, Museum Arnhem
- 2000: Elck zijn waarom, Königliches Museum der Schönen Künste Antwerpen, Museum Arnhem[2]
- 2000: Magie et réalisme: tendances réalistes dans la peinture Néerlandaise de 1925 à 1945, Institut Néerlandais Paris
- 2001: Visiones huidizas: el regreso al realismo en los Países Bajos: 1925 - 1945, Fundación Carlos de Amberes, Madrid
- 2001: Visiones huidizas: el regreso al realismo en los Países Bajos : 1925 - 1945, Palacio de la Merced, Cordoba
- 2005: Licht op realisme, Museum Arnhem
- 2008: Black is Beautiful. Rubens tot Dumas, Nieuwe Kerk en Hermitage Amsterdam (H’ART Museum)[1]
- 2021: Surinaamse School, Stedelijk Museum Amsterdam[12]
- 2024/2025: Radikal! Künstlerinnen* und Moderne 1910–1950. Museum Arnhem, Saarlandmuseum, Österreichische Galerie Belvedere